# たちあがれ日本
たちあがれ日本（たちあがれにっぽん、英語: Sunrise Party of Japan）は、かつて存在した日本の政党。
2010年（平成22年）4月10日に、衆議院議員の平沼赳夫らが結党した。
2012年11月13日には太陽の党（たいようのとう、英語: Sunrise Party）に党名を変更した。

## 概要

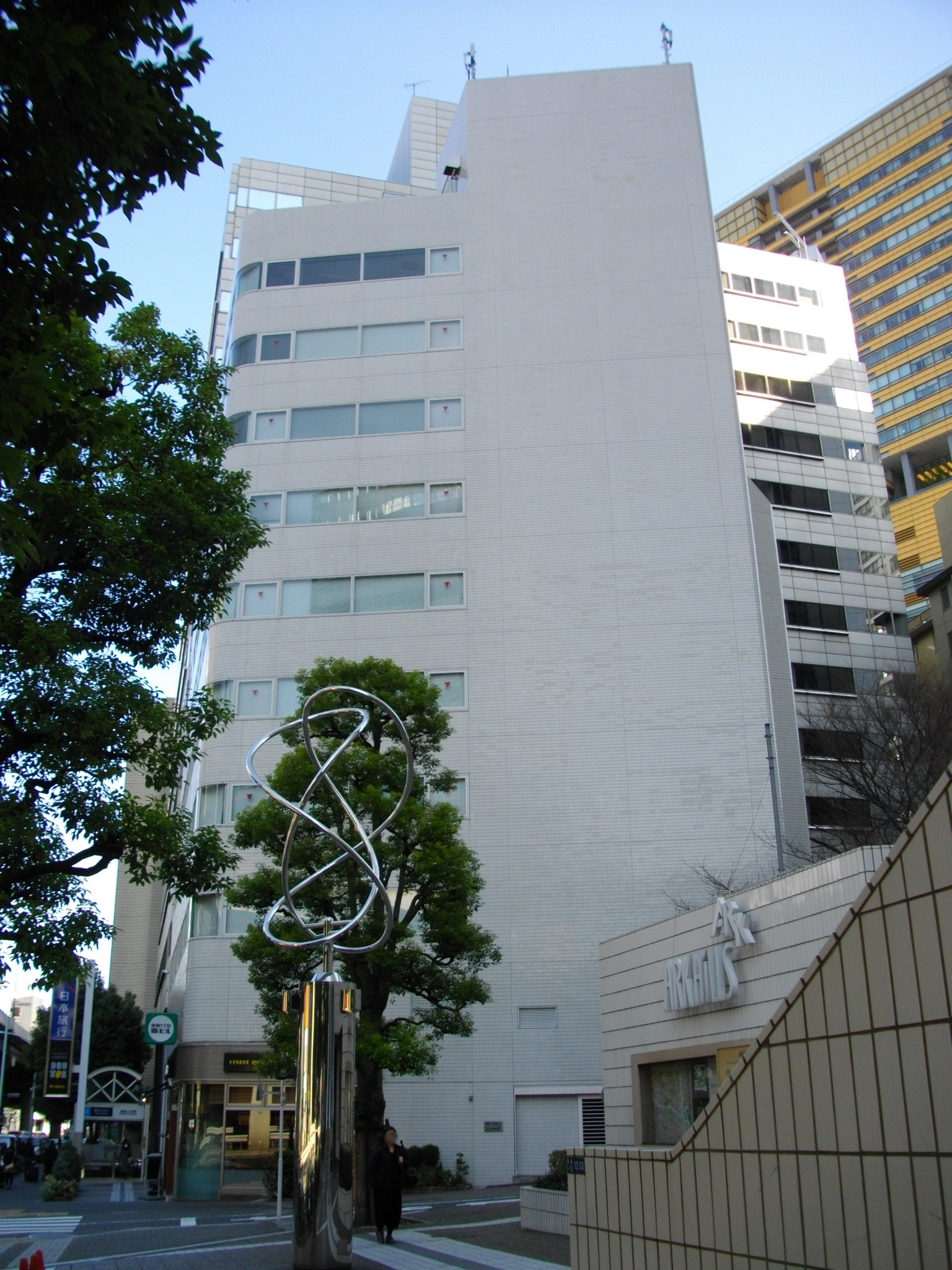
たちあがれ日本の党本部が入居していた赤坂1丁目森ビル

2005年に自由民主党を離党して以来、無所属での活動を続け、新しい保守政党の構想を示唆してきた平沼赳夫と参議院選挙を前に自民党による民主党の単独過半数獲得阻止を困難と判断し、2010年4月に自民党を離党した与謝野馨らが民社国連立政権に対する批判層や保守層の受け皿として平沼・与謝野・園田博之・藤井孝男・中川義雄・石原慎太郎を発起人、平沼を代表、与謝野を共同代表として4月10日に党を結成した。
2010年4月7日に、新党を後押しする石原慎太郎の命名により、新党の名称を「たちあがれ日本」にすることが固まった。後日平沼は、新党名として自身が「日本保守党」を挙げたところ、石原に「ださい。」と一蹴され、「がんばれ日本」との案が固まったが該当名称がJOCに商標登録されていたために断念したとのエピソードを語っている。「すすめ日本」「がんばろう日本」「まもれ日本」「新党ちから」「よあけ」「れいめい（黎明）」「れいめいの会」なども候補にあがったとされ、平沼は「今の時代に合っているのは、ひらがながいいんじゃないか」と述べていた。英文名称は"Sunrise Party of Japan"（直訳で日本日の出党）であった。
「打倒民主党」「日本復活」「政界再編」を掲げていた。
「反民主党」の立場は、所属議員や発起人の間で共有されているものの、平沼と与謝野の間で政策面の違いが指摘され、批判も出ていたが、与謝野が2011年1月13日に離党した（詳細は後述）。
年配者が多いため、「シルバー新党」「立ち枯れ日本」と揶揄されることがあった。
2012年11月13日、石原慎太郎の参加とともに、「太陽の党」に党名を変更した。略称は「太陽」、英文名称は"Sunrise Party"。なお、1996年に羽田孜元首相らによって結成された太陽党とつながりはない。
太陽の党への変更から4年後の2016年12月には、党内の政治塾「かけはし塾」の元塾生を中心とした同名の政治団体「たちあがれ日本」が再結成された。

## 党史

### 結党まで
たちあがれ日本に平沼と与謝野、藤井孝男、園田博之が参加することはほとんど決定的だったが、その他にも中川義雄、中山恭子、城内実、小泉龍司、鴻池祥肇、丸山和也、後藤田正純、舛添要一などの参加も噂され、政党要件を満たす5議席以上の確保が容易にできるとみられていた。しかし、調整が難航したため、結党時に実際に参加したのは中川のみ（後の6月21日、中山恭子が合流）だった。
2010年5月11日、元衆議院議員・元掛川市市長の戸塚進也が入党、顧問に就任。

### 平成22年参議院選挙以後
2010年7月11日投開票の第22回参議院議員通常選挙に、結党メンバーで現職の中川義雄、前自民党参院議員で元総務大臣の片山虎之助、前衆議院議員の中山成彬、杉村太蔵、野球評論家の中畑清などを比例区で擁立した（各人の肩書きは選挙時のもの）。また、選挙区では青森、茨城、東京、神奈川の4選挙区で新人公認候補を擁立した。秋田、山梨、岐阜、岡山、熊本の5選挙区で自民党候補を、千葉、大阪の両選挙区で日本創新党候補をそれぞれ推薦した。
片山は、2007年の参院選で落選後、自民党から比例区で出馬する意向を示していたが、同党は比例候補に定年制を設けて公認しないことを発表していたため、自民党以外の党からの出馬を模索していた。6月18日には立候補することになった夫・中山成彬を応援するため、中山恭子が自民党を離党、たちあがれ日本に入党した（たちあがれ日本は、成彬とともに入党することを要望していた）。
選挙期間中には、比例代表公認候補の足高慶宣が、党の制止を振り切り尖閣諸島への上陸を試みようとしたとして、選挙期間中にもかかわらず比例名簿から削除されるという事態もあった。
比例区と選挙区で合計7議席以上の目標には届かなかったものの、比例区で1議席（片山虎之助）を獲得した。この結果、参議院における党所属議員が改選前と同じ3名となり、7月16日に参議院において新党改革と統一会派「たちあがれ日本・新党改革」を結成した。これにより、参議院では予算委員会での質疑に参加できるようになった。
この選挙でたちあがれ日本が獲得した比例区での票数は123万2207票であり、これは国民新党や新党改革を上回る結果である。
次期衆院選に備え、8月24日に中山成彬元衆院議員を宮崎県第1区支部長、西村眞悟元衆院議員を大阪府第17区支部長に任命した。また、同年10月には前回の衆院選で平沼グループから出馬した三宅博元八尾市市議を大阪府第14区支部長に任命した。

### 与謝野の離党
2010年12月に菅直人らから連立政権参加の打診を受けたが、党内でそれに賛成したのは共同代表である与謝野馨のみであった。党内で孤立した与謝野は、2011年1月13日に離党届を提出、受理された。直後に無所属として菅第2次改造内閣の内閣府特命担当大臣（経済財政政策、男女共同参画、少子化対策）兼社会保障・税一体改革担当大臣として入閣した。この与謝野の判断に対して園田博之は、民主党政権打倒を掲げて「たちあがれ日本」をつくったときの立党精神を置き忘れてしまったのではないかと批判した。

### 石原新党
2012年1月18日、参議院においてたちあがれとの政策の隔たりがあった新党改革との統一会派を解消し、自民党と共に「自由民主党・たちあがれ日本・無所属の会」を結成した。
1月25日に、石原慎太郎東京都知事、国民新党の亀井静香、たちあがれ日本の平沼赳夫で3月中にも新党を結成するとの報道が流れた。当初、平沼は「亀井さんの一人芝居」と否定してきたが、石原新党結成を目指した発言をしていくようになる。平沼は1月25日の記者会見で保守結集を目指し、「自民、民主の一部に働きかけ、70〜80人を糾合することを目標にしたい」と語り自民党の反発を受けた。自民党の谷垣禎一は27日夜、「自民党からも引っ張ってこようというような失礼な話にコメントする必要もない」と不快感を示した。31日、石原伸晃も「人の財布に手突っ込むな」と反発した。
3月7日、平沼は記者会見で「都知事は、予算などで都議会が開かれているので、3月までに新党をつくるのは現実、考えられない問題だ」として当初目指していた3月結成を断念。「謀は密なるものを旨とすることだ。作業は深く静かに潜行してやっていかなければならない」とも述べて引き続き新党結成を目指す姿勢を鮮明にする。
石原は4月12日、訪米前に成田空港で記者団の取材に応じ、新党構想について「一回ないことにする。白紙に戻す。やる必要があるならばおれ一人でも台本づくりをやる」と新党構想を練り直しを表明する。その後、訪米先で都による尖閣諸島購入を表明。たちあがれ日本もこれを支援するため、尖閣諸島購入の為の寄付金募集の口座を作った。
国民新党を離党した亀井静香は新党について「5月末にはできる」と言い、また6月のたちあがれ日本の政治資金パーティで新党のお披露目があるのではないかと期待されたがなかった。
7月4日、たちあがれ日本は石原新党を視野にいれた「平成24年政策宣言」を発表した。自主憲法制定を最初に掲げ、尖閣諸島への自衛隊配備や財政への複式簿記の導入など、石原氏が進める政策を後押しする内容も盛り込む。政策宣言のキャッチフレーズは「日本力倍増！」。またこれに伴う会見で平沼は亀井との同一行動を否定し、石原も同様の対応を取るだろうと推測した。
7月24日、平沼は都内で講演し「今月ないし来月早々には石原氏が正式に態度を表明し、新しい流れが出てくるのではないか」との見通しを語るも8月3日の記者会見で石原は「こちらは新党よりも尖閣のほうで手一杯なんだ」と述べ、月内結成を断念する考えを明らかにした。また平沼の発言に対し「彼とそういう話をしたことがない。新党の問題について周りの人が言うのもありがた迷惑だ」と不快感を示した。
9月、国により尖閣諸島が購入され、尖閣購入問題に一定の決着がつく。20日、平沼は横浜市中区内で講演し、「38年間付き合ってきた仲だ。必ずできる」と明言した。10月12日、石原は記者会見で「中央官僚の国家支配をぶち壊さなきゃいけない。私は身を捨てて何でもやるつもりだ」と意欲を見せ、併せて「後は私の年齢（80歳）と健康だ」と近く健康診断の結果で最終判断する考えを示した。さらに翌日の13日には、新党「日本維新の会」を結成した橋下代表と石原と平沼が極秘会談した。
10月25日、石原は午後3時から緊急記者会見を開き、東京都知事の辞任と新党結成の意向を示し、自身は東京ブロックでの比例出馬を表明した。50分の記者会見の後、たちあがれ日本の本部で全議員と対応を協議。30日の拡大支部長会議でたちあがれ日本を解党し、石原新党へ合流することを確認した。たちあがれ日本の国会議員5人が合流することで国政政党要件を満たすことが確実になった。しかし10月30日の全国拡大支部長会議では「たちあがれ日本を解党して石原新党へ合流する」方針を撤回し「たちあがれ日本を改名して石原新党とする」方針を決定した。これは、たちあがれ日本を解党した場合、たちあがれ日本に対する政党交付金（12月分のみで約4300万円）を受け取れなくなるという事情がある。

### 太陽の党へ党名変更

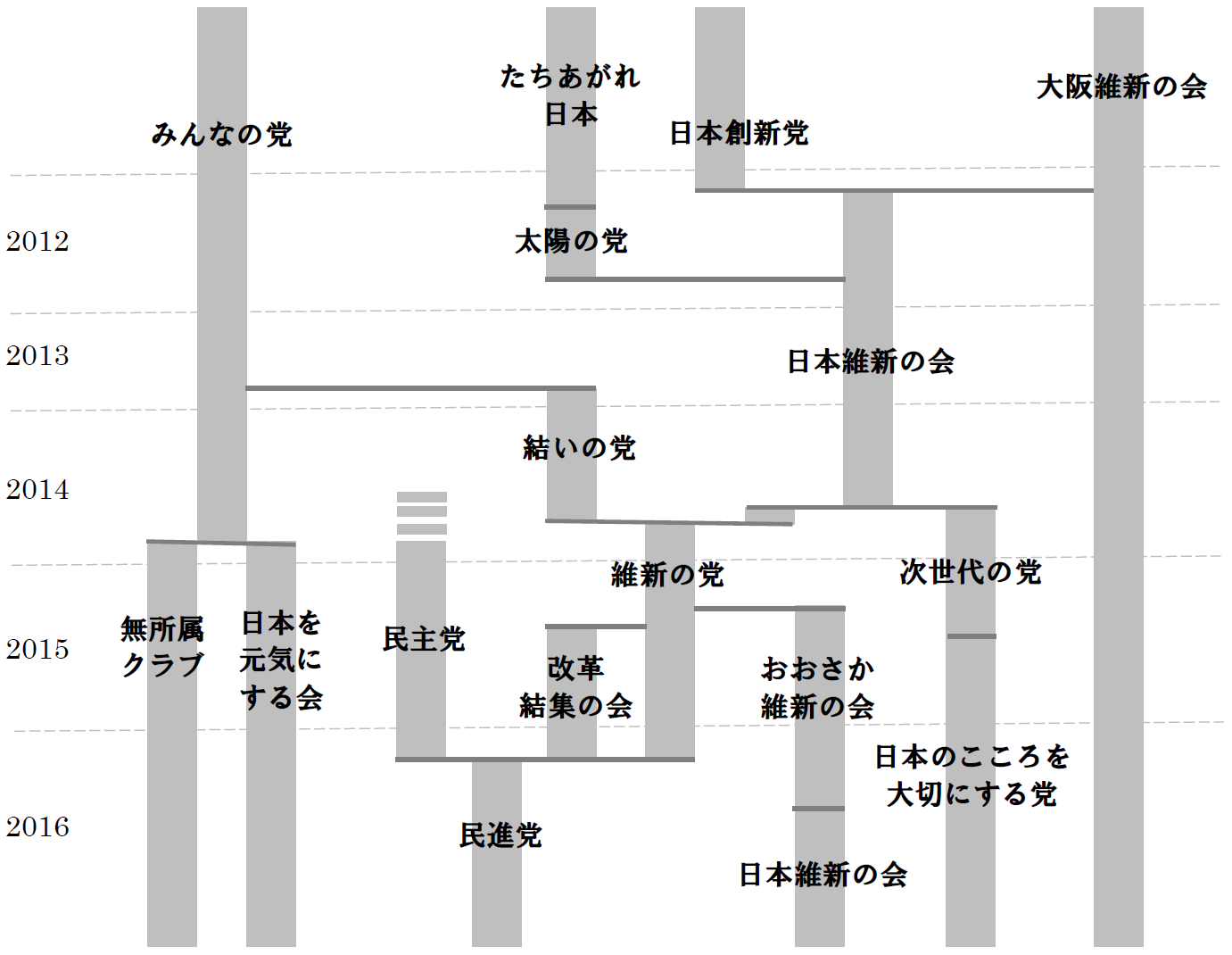
2010年代の第三極の離合集散

11月13日、「たちあがれ日本」を党名変更する形式を取って、新党「太陽の党」の結成を総務省に提出。石原慎太郎と平沼赳夫が共同代表を務め、「たちあがれ日本」所属の現職国会議員5名に石原が参加する形を採って結党した。衣替えした新党には民主党を離党した中津川博郷らも合流する意向を示した。結成にあたって石原は旧知の亀井静香に協力を持ちかけたが、政策理念が異なる橋下徹との連携を図ろうとする姿勢を批判されて新党参加を拒否された。

## 他党との関係
民主党
「打倒民主党」を掲げているものの、民主党を含めた超党派協議を提言することが多かった。
平沼は自主憲法の制定や拉致問題の解決で自民党はもちろん、民主党内の保守派の協力が不可欠であるとして協力を呼びかけているほか、与謝野は財政健全化や消費税増税は民主党無くしてできないとして超党派協議を行う必要があると提言していた。
園田は、かつて自らが代表幹事や幹事長を務めた新党さきがけにて行動を共にした鳩山由紀夫（共に結党）、簗瀬進（共に結党）、菅直人、前原誠司、枝野幸男、玄葉光一郎、小沢鋭仁、荒井聰、奥村展三、五十嵐文彦、石田勝之、小平忠正ら多くの民主党の議員とパイプを持つ。しかし、政策的にはすれ違う面も多い。
2010年12月24日、民主党の菅直人や岡田克也から連立政権参加の打診を受けていたことが明らかになり、対応が話題となったが、連立参加へ前向きなのは与謝野だけであり、他の所属議員は否定的な姿勢を見せた。27日、たちあがれ日本は正式に拒否した。与謝野は2011年1月13日に離党届を提出、受理され、無所属のまま菅第2次改造内閣に入閣した。
東日本大震災後の平成23年（2011年）6月2日には自民党や公明党とともに菅内閣に対し内閣不信任決議案を提出、これが否決され民主党内部から菅首相への早期退陣論が噴出すると、6月4日に仙谷由人や安住淳から連立参加の打診を受けた。園田が8日に会見で明らかにしたものだが、園田は即答を避け「脱小沢」を提案したという。
自由民主党
たちあがれ日本を結成するために自民党を離党した与謝野は除名処分されたが、自民党内にもたちあがれ日本との共闘を唱える者は多かった。石破茂は、「ともに民主党を倒すという思いなら、罵詈雑言や裏切り者などという前に、どうやって共闘するか考えるのが大事だ」と述べ、両党が協力する可能性に言及している。
安倍晋三は創生「日本」の会長として、たちあがれ日本と同組織の選挙協力を第22回参議院議員通常選挙の際に実施した。なお、平沼自身も創生「日本」の最高顧問を務めている。また、谷垣禎一は与謝野と政策的に近く、自民党内で行動を共にすることが多かった。
2011年6月2日には菅内閣不信任決議案を公明党とともに三党で共同提出。2012年1月19日からは参議院において統一会派を組む。
公明党
たちあがれ日本と公明党は外国人参政権などを巡って対立しており、平沼や与謝野もしばしばこれを批判する。与謝野は過去に、「外国人参政権が成立しなかったのは、与謝野馨が真犯人だと冬柴鐵三（前衆議院議員）さんは思っているくらい」とも発言している。
平沼は保守派の中枢でもあることから、外国人参政権の問題をメディアでもよく口に出し、公明党や民主党を批判している。
また、与謝野は公明党と創価学会の関係を批判したこともあり、創価学会との関係は決して良好ではない。平沼も同様である（ただし、平沼、与謝野、園田は自民党時代は総選挙の際に公明党の推薦を受けていた）。
しかし、先述のようにたちあがれ日本は公明党など4党とともに緊急経済対策申し入れを行ったことからみられるように、協力可能な箇所は連携していた。
みんなの党
結党の際には代表の渡辺喜美から「立ち枯れ日本」と揶揄されたものの、それ以降は共同歩調を取っていた。経済対策ではたちあがれ日本とみんなの党は自由民主党、公明党、新党改革とともに緊急経済対策の申し入れも行っている。但し、みんなの党の「増税を考えるのは脱官僚をやってから」といった姿勢に関して、たちあがれ日本は選挙公約の中で逃げの政治と批判した。
たちあがれ日本の発起人の一人中川義雄の実兄で、代表の平沼がかつて秘書を務めていた中川一郎、石原慎太郎東京都知事応援団長は、渡辺喜美が尊敬しているという自身の父・渡辺美智雄と政策や主張が近く、青嵐会で行動を共にし、交友もあった。
また、渡辺自身、平沼とともに日本会議のメンバーである。
2012年11月に維新の会と太陽の党が合流後、石原慎太郎はみんなの党に野党勢力結集のために合流を促したが実現には至らなかった。
国民新党
平沼は国民新党の亀井静香とは自民党時代に同じ派閥（志帥会）に属し、亀井の弟分だった上、政策的にも外国人参政権への反対、選択的夫婦別姓への反対、積極財政派で一致しているほか、ともに郵政造反組で自民党を追い出された仲である。かつては国民新党側から平沼に合流を持ちかけられたこともある。ただし亀井代表時代はたちあがれ日本は消費税増税路線なのに対し、亀井は「景気が悪いときに増税、特に逆進性の強い消費税の増税を政治家や政党が言い出すこと自体、間違っている」と日本記者クラブの討論で述べており、その点で政策的に異なっていた。亀井が去った後、国民新党は民主党に歩調を合わせて税金の倍増を全面的に推し進める方向に転じたため、政策的には大差が無く親民主か反民主であるかの違いのみであると考えられた。
また、2011年12月に亀井が呼び掛け、亀井や石原慎太郎らによる新党結成が噂がされたが、亀井自身が離党したこともあり新党構想は頓挫した。
新党改革（旧改革クラブ）
たちあがれ日本と新党改革は、2010年7月-2012年1月18日まで参議院において統一会派を組んでいた。これは予算委員会での質疑参加を可能にするためであり、政策的にみた統一会派ではないとしている。ただし、新党改革とは自主憲法の制定や外国人参政権反対、消費税増税路線など政策で一致がみられる部分もある。
なお、新党改革の前身である改革クラブに所属していた西村眞悟は上述の通り、たちあがれ日本の大阪府第17区支部長を務めていた。
2011年8月の菅内閣総辞職に伴う参議院における首班指名選挙では、一回目の投票では同会派のたちあがれと歩調を合わせず舛添要一を支持し、決選投票では谷垣禎一自民党総裁支持のたちあがれ・公明党と歩調を合わせず白票を投じた（野田佳彦民主党代表が当選）。

## 政策

### 経済政策
平成22年（2010年）の9月9日に自民党・公明党・みんなの党・新党改革と共に緊急経済政策に関する野党共同申し入れを行った。その内容は補正予算などを思い切った規模にすることで雇用の創出などを行うというもの。
また、“そのためにバラマキ政策とは決別し、複数年次にわたる財政計画及び税収見通しを発表し財政再建を可能とする諸施策を推進することが大きな責任”とした。与謝野は自身が閣僚を務めていた麻生内閣でも景気回復のための積極財政政策に賛同している。
財政再建を重視する与謝野と積極財政路線の平沼では経済政策ですれ違うと言われてきたが、先述のように与謝野は景気回復のための積極財政路線には賛同している。平沼も景気回復後の財政再建には賛成している。
官民の連携によるインフラ輸出に積極的に賛成しており、日米の経済連携や日中韓によるFTAなどの多面的枠組みを作ることも主張している。短期的な計画としてGDPに占める輸出・輸入の割合の倍増を公約として掲げている。同様に法人税の引き下げなどで企業の強化も謳っている。
なお、TPPに関しては園田らが積極的推進派である一方で、片山虎之助と藤井孝男が反対している。11月10日、党として正式に“野田内閣での”TPP参加に反対を表明した。
外国の高度人材優遇制度なども主張しているが、移民の受け入れ政策には与謝野と平沼ともに反対で一致している。
少子高齢化を解決する策としては、65歳定年制を選択制にし、さらに幼児教育無償化などを実施するとともに女性の就職支援を行うとしている。

### 外交政策・歴史認識
代表である平沼赳夫の主張が主に反映されており、外交姿勢はタカ派。
北方領土でのロシアによる軍事演習実施、尖閣諸島中国漁船衝突事件の中国人船長釈放などには党として抗議声明を出した。また、衝突事故の際に海上保安庁が撮影していたビデオは公開するべきと主張し、署名運動も展開している。
このビデオに関し、与謝野が「ビデオ非公開」を発言したが、平沼や園田は「党の公式見解ではない」とし、党として全面公開を求めていくとしている。また、この一連の事件で領域警備法の制定が急務であるとして超党派での制定を求めている。政府によってこのビデオが一部国会議員にのみ公開されたが、たちあがれ日本では片山虎之助参議院幹事長が視聴した。
韓国併合100年に当たる節目の年ということで発表された菅直人内閣総理大臣の謝罪談話にも反対する声明を出し、平沼は安倍晋三など創生「日本」の議員らとともに反対街宣なども行った。

### 財政政策
与謝野や園田は自民党に所属していた頃から財政再建に熱心であり、その方針は現在でも変わっていない。党としては「反民主党」を掲げているものの、財政問題に関しては民主党を含めた超党派協議に前向きである。
消費税は社会保障を目的とする税にし、2012年度から3%アップし、数年後には消費税を12%から15%にまで持っていくとしている。ただし、低所得者については税額控除制度を新設するとしている。
杉並区で区長として区債削減を主導した山田宏が党首を務める日本創新党とは平成22年（2010年）の参議院選挙で一部の選挙区で選挙協力を行った。

### 拉致問題への取り組み
平沼が拉致議連の会長であることや、中山恭子が内閣総理大臣補佐官（北朝鮮による拉致問題担当)などを務めていたこともあり、北朝鮮による日本人拉致問題への取り組みが熱心である。
平成23年（2011年）12月19日に金正日総書記の死去が報道された際には、「自然死か他の勢力からによる死去かはっきりしない」と述べた上で、「自然死なら、一日も早く家族を取り戻すために（対北経済）制裁を継続していくことだ。他の要因なら慎重に事の推移を見極める必要がある」と語った。拉致問題の解決を基本政策として掲げており、所属議員全員がブルーリボンをつけていることがある。
にもかかわらず、北朝鮮の主張を代弁するような発言がみられ、北朝鮮に対する経済制裁に慎重な立場をとる戸塚進也元衆院議員が顧問に就任しており、拉致問題への取り組みに矛盾がある。

### 議員定数削減・選挙制度改革
たちあがれ日本は平成22年（2010年）10月29日に衆議院定数削減・選挙制度改革試案、2011年9月28日に参議院定数削減・選挙制度改革試案を発表した。平沼や与謝野らは以前から中選挙区制復活論者である。
衆議院の試案では、
1. 党内未成熟による政党内での候補者選定手続きの不透明さ
2. 小選挙区落選候補が比例で復活当選するという矛盾
3. 比例代表並立制により中小政党が弱体化しつつ存続し、野党間協力を困難にさせている
4. 衆参ねじれの長期化
5. 大政党同士での選挙目当てのばらまき政策の横行

などを現在の小選挙区制の欠点として挙げ、“国の財政を立て直し、国益を守り国民の福利を実現するため”には、選挙制度改革が必要であるとしている。
また、衆院定数を400名に削減した上で小選挙区並立制を廃し、新しい中選挙区制度の導入を謳っている。
具体案として、
- 総定数の400議席は各都道府県に人口比例配分する。
- 各選挙区の定数は原則3人の中選挙区制とする。
- 議席数が4以下となる県はそのまま全県1区とし、それ以外の都道府県は複数の選挙区に分ける。
- 都道府県レベルでの1票の格差は1.48倍である。
- 議席数は国勢調査の結果に基づいて5年ごとに配分しなおす。

を掲げている。
さらに、試案では選挙区割り案も記載されており、そのなかでは全129選挙区(2人区×9、3人区×98、4人区×22)となっている。
また、参議院の試案では、全国比例・ブロック比例制度の提案をし、具体案として、
- 現行の全国比例代表制・選挙区制度の中で、選挙区選挙の単位を県から全国11ブロックを単位とした比例代表選挙に移行する。
- 全国比例の定数は60名、ブロック比例の定数は160名の計220名とする。
- 全国・ブロックとも非拘束名簿式とし、議席の配分はドント方式とする。
- 名簿を提出できるのは全国区、ブロックとも政党並びにみなし政党とする。
- 1票の格差は2倍以内とする。
- 議席数は国勢調査の結果に基づいて5年ごとに見直す。

を掲げた。ちなみに、ブロックの区割りは衆議院の区割りと同じであり、1票の格差は1.27倍である。みなし政党は5名以上の候補者名簿提出。

### 人権侵害救済法案への反対
たちあがれ日本は12月15日に人権侵害救済法案への声明を発表し、「委員が強権的な運営を行っても内閣が是正する手段」がなく、また委員に国籍条項がない点を挙げて、「言論・表現の自由を損なう恐れがある」として断固反対を表明した。

### 東日本大震災への対応
東北地方太平洋沖地震が発生した平成23年（2011年）3月11日の翌日、12日には平沼代表が緊急会見を行った。
また党ホームページで、子ども手当や高速道路無償化の予算を凍結し震災対策に充てることや、予備自衛官を全国から招集することを各党に提案したことを明らかにした。義捐金口座も開設し、二回に渡って支援物資を被災地に届けたことも明らかにした。
6月2日には菅内閣不信任決議案を自民・公明両党と共同提出、これに賛成した。

## 組織

### 党員・サポーター
入党資格は、党の綱領に賛同する、満18歳で日本国籍を有する個人であること。また、「積極的に党の活動に参加する意欲」も求めている。
党費は年2000円で、納入者には党員証が発行され機関誌『たちあがれ日本』が郵送される。同一世帯に党員がいる場合、「家族党員」として入党することもできる（党費は年1000円）。
また、入会費無料のサポーター（支援者）制度がある。党員の紹介によって入会可能であり、平成23年（2011年）1月現在、一万人超のサポーターがいる。

### かけはし塾
2011年（平成23年）1月、平沼代表を塾長とする次世代人材育成塾として「かけはし塾」を開講した。
応募資格は20歳以上50歳以下の党員となっている。また、課題図書として平沼の『立ち上がれ、日本』（講談社）か、与謝野の『民主党が日本経済を破壊する』（文春新書）のいずれかを読み、感想文を書くことが義務付けられている。

### 応援団
組織的な応援団はないものの、石原慎太郎が“応援団長”を名乗っており、これは党も公認している。また、岡崎久彦や金美齢、中西輝政、三宅久之などによる応援メッセージが党のホームページに記載されている。
他に応援メッセージを送った者は以下の通り。
- 野口健
- 天池清次（労働運動家）
- 入江隆則
- 岡本幸治大阪国際大学名誉教授
- 百地章
- 遠藤浩一
- 関岡英之
- 潮匡人
- 青山武憲
- 丹羽春喜
- 川上源太郎（評論家・社会学者）
- エドワーズ博美（メリーランド州立大学群日本分校（岩国飛行場内）日本語教師・主婦[42]）

## 役職

### 歴代の代表一覧
| たちあがれ日本 | たちあがれ日本 | たちあがれ日本 | たちあがれ日本 | たちあがれ日本 | たちあがれ日本 |
| 代             | 代表           | 代表           | 期             | 就任日         | 退任日         |
| -------------- | -------------- | -------------- | -------------- | -------------- | -------------- |
| 1              |                | 平沼赳夫       | 1              | 2010年4月10日  | 2012年11月13日 |
| 1              | 共同代表       |                | 1              | 2010年4月10日  | 2012年11月13日 |
| 1              | 1              | 2011年1月13日  |                | 2010年4月10日  |                |
| 1              | 1              | 2011年1月13日  | 与謝野馨       | 2010年4月10日  |                |

### 歴代の役員一覧
| たちあがれ日本 | たちあがれ日本 | たちあがれ日本 | たちあがれ日本 | たちあがれ日本 | たちあがれ日本 | たちあがれ日本                     |
| 代表           | 共同代表       | 幹事長         | 参議院代表     | 参議院幹事長   | 就任年月       | 備考                               |
| -------------- | -------------- | -------------- | -------------- | -------------- | -------------- | ---------------------------------- |
| 平沼赳夫       | 与謝野馨       | 園田博之       | 藤井孝男       | 中川義雄       | 2010年4月      | 結党                               |
| 平沼赳夫       | 与謝野馨       | 園田博之       | 藤井孝男       | 片山虎之助     | 2010年7月      |                                    |
| 平沼赳夫       | （空席）       | 園田博之       | 藤井孝男       | 片山虎之助     | 2011年1月      | 与謝野馨の離党により共同代表は空席 |

## 政党交付金
| 年                 | 金額            |
| ------------------ | --------------- |
| 2010年（平成22年） | 8183万3000円    |
| 2011年（平成23年） | 1億9659万9000円 |

## 党勢の推移

### 衆議院
| 選挙              | 当選/候補者 | 定数 | 備考           |
| ----------------- | ----------- | ---- | -------------- |
| （結党時）        | 3/-         | 480  |                |
| （2011年1月13日） | 2/-         | 480  | 与謝野馨の離党 |

### 参議院
| 選挙              | 当選/候補者 | 非改選 | 定数 | 得票数（得票率） | 得票数（得票率）   | 備考           |
| 選挙              | 当選/候補者 | 非改選 | 定数 | 選挙区           | 比例代表           | 備考           |
| ----------------- | ----------- | ------ | ---- | ---------------- | ------------------ | -------------- |
| （結党時）        | 2/-         | 1      | 242  |                  |                    |                |
| （2010年6月21日） | 3/-         | 2      | 242  |                  |                    | 中山恭子の入党 |
| 第22回通常選挙    | 1/13        | 2      | 242  | 328,475（0.56%） | 1,232,207（2.11%） |                |

### 所属国会議員

#### かつての所属国会議員
| 平沼赳夫（岡山3区） | 園田博之（熊本4区） |

| 藤井孝男（岐阜県選挙区）   | 中山恭子（参議院比例区） |
| 片山虎之助（参議院比例区） |                          |

### 地方議員
| 地方議員           | 地方議員           | 地方議員           | 地方議員         |
| ------------------ | ------------------ | ------------------ | ---------------- |
| 犬伏秀一（大田区） | 北山順一（神戸市） | 藤井盛光（長岡市） |                  |
| 竹内邦彦（津山市） | 柳毅一郎（浦安市） | 沖田範彦（呉市）   | 岡佑樹（徳島県） |

岡孝治（徳島市）は、2012年8月28日に議員を辞職した。
神戸市会などでは自由民主党の一部議員と統一会派を結成している。2011年の統一地方選挙では8人の公認候補と38人の推薦候補が当選した。
- 政党支部数:29(2012年1月現在)

### 政党収入額
2010年 - 12億415万円

## 批判
自民党政調会長として郵政民営化を推進した緊縮財政派である与謝野と、郵政民営化法案に反対して自民党を離党した積極財政派である平沼という、春秋会系の出身でありながら政策で対立する場合もあると見られる二人が結成の中心人物となった（前述の通り、郵政については与謝野に近い政策となっている）。そのため、参加を見送った議員からは、「保守色が強すぎる」や、逆に「理念や国家観が違う方（与謝野）と一緒にできない」のように、別方向の批判が出ている。
これについてメンバーは「郵政では全国均一サービスの維持と外資規制、経済では景気回復後の消費税を含む税制改正で一致している」と説明していた。しかし与謝野は2010年12月に離党してしまう。このことで結党時の政策決定の甘さが表面化した。

## 略称問題
2010年（平成22年）4月13日に、略称を「日本」として総務省に提出した。これは「たちあがれ」でも「日本」でも得票できることを念頭にしたものであった。
しかし、2005年（平成17年）以降において3回の国政選挙で略称「日本」を使用してきた新党日本の田中康夫代表が「混乱を招く」と不快感を表明し、内閣に対して質問主意書を提出した。
しかし、質問主意書に対する答弁書でもあるように、公職選挙法第68条の2第2から5項までと政治資金規正法第6条の規定により、国会議員5人以上などの要件を満たさない政治団体は既存政党と同一・類似の略称は使用できないが、要件を満たした政党は既存政党と同一・類似の略称でも認められており、国政選挙で同一の略称を持つ2つの政党が同じ比例区で競合した場合は同一の略称は按分票になることが明記されている。そのため、仮にたちあがれ日本と新党日本が国政選挙の競合する比例区にそれぞれ候補者を立てた場合、「日本」と書かれた票が両党で按分されることになるため、有権者が投票用紙に過去3回の国政選挙経験がある新党日本の略称として「日本」と書いて投じた票が意図に反して後発のたちあがれ日本にも一部票が流れる可能性があった。比例区における同一の名称又は略称が按分票となる規定は1983年参院選の比例代表制導入時から存在するが、今回の問題について「他党と同じ略称を、後発の党が使おうとするのは常識外れで、法律は想定していなかった」との批判が出た。
新党日本が2010年参院選への候補者擁立を見送ったため、2010年参院選では略称「日本」で投票した場合の按分問題は回避された。なお、選挙報道においては新党日本と区別するため「たち日」「た日」の略称が便宜的に使われているものもある。
たちあがれ日本から太陽の党へ改名となった2012年11月時点で、新党日本との略称による按分問題は回避された。

## その他
記者会見の際には、会見席の横に日章旗が掲揚されている。